# Hamernia
Hamernia [pronunciación en polaco: /xaˈmɛrɲa/] es una aldea en el distrito administrativo de Gmina Józefów, dentro del condado de Biłgoraj, voivodato de Lublin, en el este de Polonia. Se encuentra a unos 6 kilómetros este de Józefów, 29 kilómetros este de Biłgoraj, y 95 kilómetros al sureste de la capital regional Lublin.
Durante el censo polaco de 2011, se midió que la aldea tenía 343 habitantes y era la cuarta ciudad más grande de Gmina Józefów.